# Joan de Portugal
Joan de Portugal (en portuguès João Manuel, príncipe de Portugal; Évora, 1537 - Lisboa, 1554) fou infant i príncep de Portugal (1539-1554).

## Orígens familiars
Nasqué el 3 de juny de 1537 sent el vuitè fill del rei Joan III de Portugal i la seva esposa Caterina d'Habsburg. Per línia paterna era net de Manuel I de Portugal i la seva esposa Maria d'Aragó, i per línia materna dels reis Felip I de Castella i Joana I de Castella.

## Príncep hereu
El 1539 fou designat hereu del regne de Portugal pel seu pare, a la mort del seu germà Felip de Portugal, el qual havia estat fins aquell moment hereu del regne. Tot i aquesta designació Joan era un nen malaltís, probablement per les intenses i contínues unions entre els membres de les cases reials de Portugal i Castella.

## Núpcies i descendents
Es casà el 7 de desembre de 1552 a la ciutat castellana de Toro amb Joana d'Habsburg, filla del seu cosí Carles I de Castella i la seva tieta Isabel de Portugal. D'aquesta unió nasqué un únic fill pòstum:
- Sebastià I de Portugal (1554-1578), rei de Portugal

Joan de Portugal va morir el 2 de gener de 1554 a Lisboa per causa de la tuberculosi, a l'edat de setze anys. Aquest fou l'inici del declivi de la casa reial de Portugal que finalitzaria el 1580 amb l'ocupació castellana del Regne per part del rei Felip II de Castella.